# 甲基硅烷
甲基硅烷或一甲基硅烷（CH3-SiH3）是一种由甲基和甲硅基相连形成的化合物。甲基硅烷与Si+反应能产生多种活泼的含硅离子和自由基。